# Formoso
Formoso  este un oraș în Goiás (GO), Brazilia.